# Assyrische Nationalbewegung
Die Assyrische Nationalbewegung beschreibt eine von christlichen Intellektuellen ausgehende politische Bewegung in Syrien und Mesopotamien, zur Bewahrung der nationalen Integrität der Assyrer  und gegen ihre Assimilierung in die islamische und arabische Umgebung des Nahen Ostens. 

## Ziele und Entwicklung
In der Fakultät für Ethnologie an der Uni Leipzig wird diese Assyrer-Bewegung mit dem Assyrismus gleichgesetzt.
Unter Berufung auf alte Traditionen und gegenwärtige Gegebenheiten zielt sie auf eine Umgestaltung der pan-mesopotamischen Gedankenwerte und eine soziale, kulturelle und politische Umwandlung im Aufbau der christlichen syro-mesopotamischen Gesellschaft. Diese Bewegung wird auch „Assyrische Befreiungsbewegung“ genannt, in Anlehnung an den Widerstand gegen den Völkermord an den syrischen Christen sowie an die späteren Versuche zur Gründung eines assyrischen Staates in den Gegenden von Tur Abdin, Urmia, Hakkâri, der Mosul-Ebene und der syrischen Dschesireh.
Die Bewegung ist geprägt vom Glauben an eine Ethnie als die Nachfahren der alten ineinander verschmolzenen mesopotamischen und syrischen Völkerschaften, sowie an eine gemeinsame Herkunft der indigenen Völkerschaften des Irak, des Libanon und Syriens. Diese gründe auf den syro-mesopotamischen Reichen der Sumerer, Chaldäer, Babylonier, Assyrer, Aramäer und Phönizier des Altertums. Diese Herkunft begründet auch die Zugehörigkeit zur einen historischen Heimat sowie zur gemeinsamen leidvollen Geschichte und zu gemeinsamen Sitten und Gebräuchen. Diese Verbundenheit drückt sich in der gemeinsamen syrischen Sprache aus. Aus einer gemeinsamen christlichen Tradition wird zudem ein gemeinsames kulturelles Erbe angenommen. 
Die Bevölkerungsgruppen, in denen die assyrische Nationalbewegung aktiv ist, gehören folgenden Kirchen an: Die Syrisch-Orthodoxe Kirche von Antiochien und des gesamten Ostens, die Syrisch-katholische Kirche von Antiochien und des gesamten Ostens, die Syrisch-Maronitische Kirche von Antiochien, die Alte Heilige Apostolische Kirche des Ostens (unter Patriarch Mar Addai II.), die Assyrische Kirche des Ostens, die Chaldäisch-Katholische Kirche, die Melktische (Griechisch-katholische) Kirche von Antiochien, die Griechisch-Orthodoxe Kirche von Antiochien sowie zahlreiche evangelische Gemeinden in Syrien, Libanon, dem Irak und dem Iran.
Der geistige Kern dieser Nationalbewegung bildete eine Synthese aus einem Zugehörigkeitsgefühl, einem Nationalbewusstsein und einem Patriotismus zum „Vaterland“ Mesopotamien. Begriffe wie Nation und Vaterland wurden literarisch und musikalisch greifbar gemacht. Manchmal vermischten sich diese mit einer christlich-religiösen Prägung. Diese Nationalbewegung ist stark vom Völkermord an den Assyrern geprägt.
Die assyrische Nationalbewegung ist nicht institutionalisiert, zielt jedoch auf die Lösung der assyrischen Nationalfrage. In ihr fand das pan-mesopotamische Gedankengut seinen besonderen Ausdruck. Es wurde bei diesem Volk eine Sehnsucht ausgelöst: die Gründung eines eigenen Staates. 
Die Entwicklung der Nationalbewegung fiel bei den diversen Konfessionen – wegen der unterschiedlichen Ausprägung der nationalen Identität und der unterschiedlichen Entwicklung in den jeweiligen Ländern des Nahostens und in der Diaspora, in denen die Assyrer lebten – jeweils anders aus. Die Aufrufe zur Einheit des Volkes waren laut, doch konnten den Einfluss des Konfessionalismus bei den syrischen Christen nur begrenzt einschränken.

## Organisationen
Politische Organisationen spielten eine wichtige Rolle bei der Verbreitung des Nationalbewusstseins, sind aber nur ein Teil der vielen gesellschaftlichen Institutionen der Assyrer. Sie waren wichtige Fundamente für die Etablierung der Nationalbewegung, haben jedoch bei der Schaffung eines einheitlichen politischen und administrativen Projektes versagt.
Die Assyrische Demokratische Organisation (ADO) in Syrien wurde 1957 gegründet, ihre Aktivitäten wurden von der syrischen Regierung jedoch stark eingeschränkt. Die Gründung der „Assyrian National Alliance“ (AUA) im Iran wurde als wichtiger Schritt zur Gründung einer assyrischen Lobby für die Verfolgung nationaler Ziele angesehen. Zu später gegründeten politischen Organisationen gehören die „Assyrische Demokratische Bewegung“ (ADM) im Irak und die Schuraya im Libanon, in denen sich die politischen Visionen der Assyrer aller Konfessionen kristallisieren konnten.
Die Gründung der „Assyrian American Federation“ als überkonfessioneller Dachverband der US-amerikanischen Vereine und Verbände war nicht nur eine Lobby-Gründung, sondern eine Sammlung der in den USA zerstreuten Verbände und Vereine in ein einflussreiches Institut zur Volksvertretung. Auch in Schweden und in Mitteleuropa wurden Verbände assyrischer Vereine gegründet. Stark dabei war auch der Einfluss der Missionare in bestimmten Gebieten und gerade im Iran wo später auch die assyrische Universal-Allianz (langjähriger  Vorsitzender, der US-amerikanische Senator a. D. John Namrud) gegründet wurde. In diesem Land war im Jahre 1840 die erste Zeitschrift in der Syrischen Sprache erschien. 
Die aramäische Strömung soll ein Teil der Entwicklung der Nationalbewegung sein. Unklar ist lediglich das Ausmaß des Einflusses dieser Strömung auf die heutige Nationalbewegung. 
Die assyrische Nation nach den Gedanken ihrer Nationalbewegung, bestand mit all ihren kulturellen Eigenschaften seit Tausenden von Jahren. Sie soll die Fortentwicklung der alten Völkerschaften des syro-mesopotamischen Raumes und dessen Hochkultur fördern. Die Aramäisierung auf der sprachlichen Ebene fand schon vor vielen Tausenden Jahren in den assyrischen und babylonischen Zeit statt. Sie wurde von einer politischen und kulturellen Assyrisierung und religiöser Babylonisierung (Chaldäerisierung) sowie Syrianisieung (Christianisierung) begleitet.